# Ital

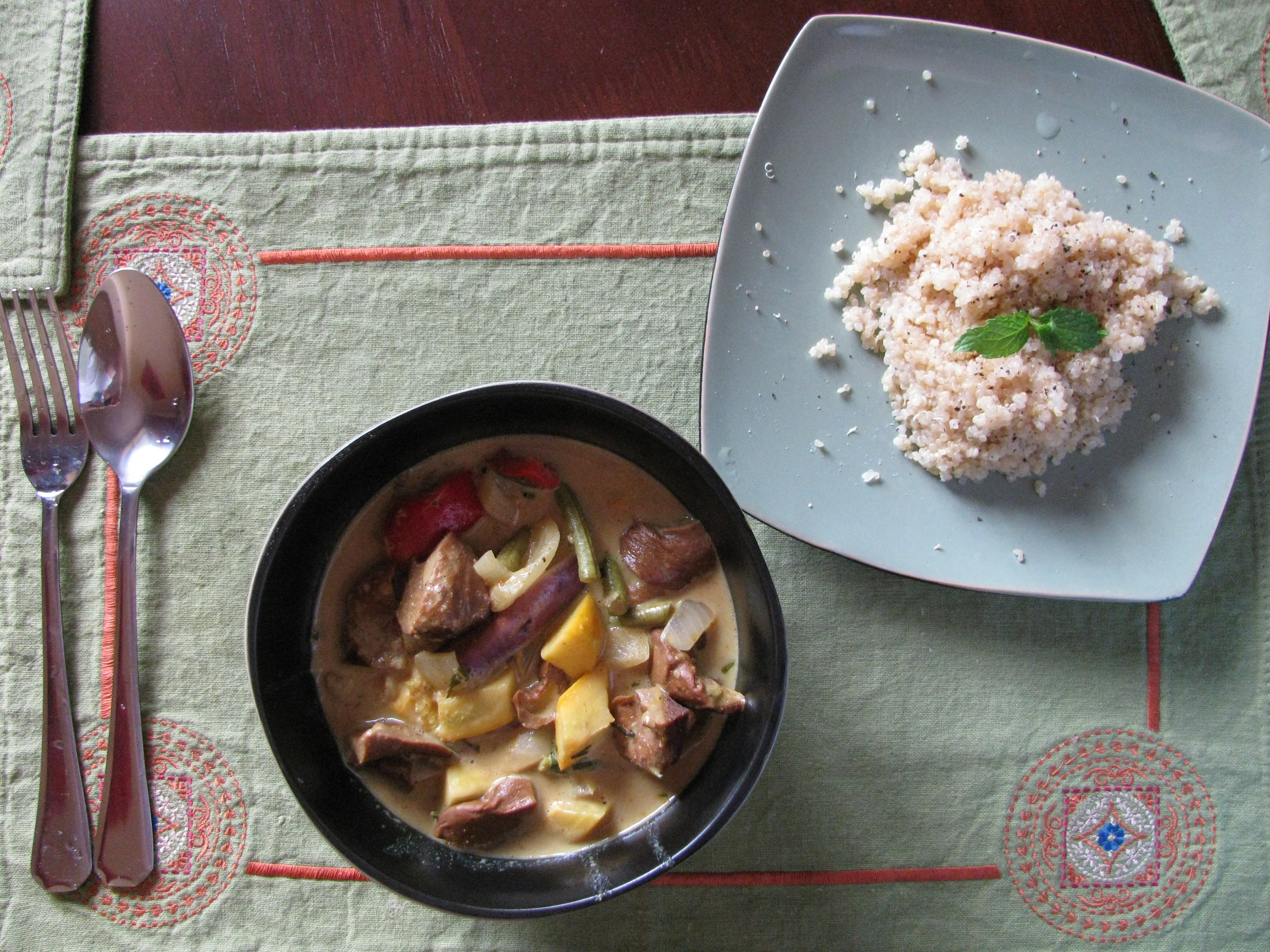
Comida vegetariana aital: curry de coco y quinoa.

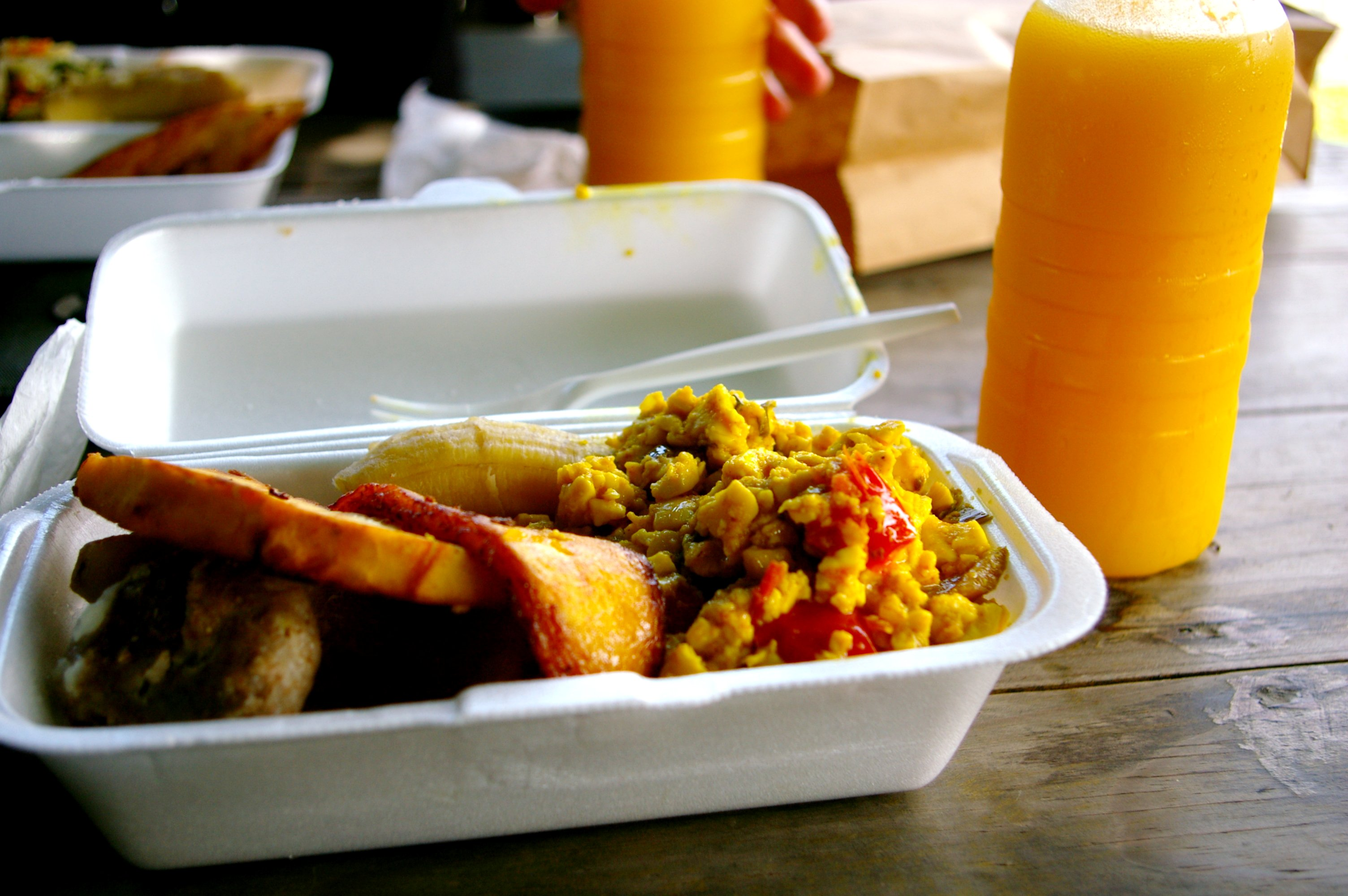
Un desayuno Ital de Jamaica que consiste en akí, plátano, comida hervida, frutipán y jugo de mango y piña.

La dieta rastafari, ital o I-tal (/ˈaɪtɑːl/), es una dieta alimentaria seguida por muchos de los miembros del movimiento Rastafari, que se basa en los preceptos de una dieta saludable y libre de químicos. Es obligatoria para los miembros de la mansión Nyabinghi, aunque no para los de las Doce Tribus de Israel o las mansiones Remi. La palabra deriva de la palabra vital, sin la v inicial; Este énfasis en la letra i se hace a muchas palabras en el vocabulario Rastafari para significar la unidad del hablante con toda la naturaleza. Las especificaciones sobre cómo llevar una dieta ital o aital varían ampliamente de un rasta a otro, y hay pocas reglas universales para llevar un estilo de vida ital.
El objetivo principal de adherirse a una dieta Ital es aumentar la vivacidad. La lividad (livity) o la energía vital que los rastafari generalmente creen que vive dentro de todos los seres humanos, tal como se le confiere del Todopoderoso. Un principio común de las creencias rastafari es compartir una lividad centrada en los seres vivos, y lo que se introduce en el cuerpo debería mejorar la vida en lugar de reducirla. Aunque existen diferentes interpretaciones de ital con respecto a alimentos específicos, el principio general es que los alimentos deben ser naturales o puros, y de la tierra; Por lo tanto, los rastafaris a menudo evita los alimentos que están químicamente modificados o que contienen aditivos artificiales (por ejemplo, color, saborizantes y conservantes). Algunos también evitan la adición de sal en los alimentos, especialmente la sal con la adición artificial de yodo, mientras que algunos comen sal marina pura o sal kosher. En interpretaciones estrictas, los alimentos producidos con productos químicos como pesticidas y fertilizantes no se consideran ital. Los primeros adherentes adoptaron sus leyes dietéticas basadas en su interpretación de varios libros de la Biblia, incluido el Levítico, el Deuteronomio y el Génesis:

Y dijo Dios: He aquí, yo os he dado toda planta que da semilla que hay en la superficie de toda la tierra, y todo árbol que tiene fruto que da semilla; esto os servirá de alimento.
Libro del Génesis, 1:29

Junto con el acto de dejarse rastas (dreadlocks) y fumar ganja, el seguir una dieta vegetariana es una de las primeras prácticas que los rastafaris adoptaron de los sirvientes indios que trabajan en Jamaica. Uno de los padres del rastafarismo, Leonard Howell, llamado cariñosamente Gong o Gyangunguru Maragh (aunque no era de ascendencia india) estaba fascinado con las prácticas hindúes y fue instrumental en la promoción de una dieta basada en plantas en la comunidad rastafari Pinnacle.